# Catedral de Nostra Senyora de l'Assumpció de Lescar
La catedral de Nostra Senyora de l'Assumpció de Lescar és l'antiga seu de la diòcesi de Lescar, abolida en virtut del Concordat de 1801 que la separà entre la diòcesi d'Agen i la de Baiona. Avui en dia és cocatedral de la diòcesi de Baiona, Lescar i Auloron. Va ser construïda al segle XII i està situada a la localitat de Lescar, al departament francès dels Pirineus Atlàntics.
Va ser classificat com a monument històric l'any 1840.

## Història
El bisbat de Beneharnum, fundat per Sant Julià, existia des del segle V. La seva catedral es trobava a l'antiga ciutat baixa, que fou destruïda pels normands l'any 841. La ciutat es va reubicar en el turó, més fàcilment defensable, sota l'impuls del duc de Gascunya Guillem Sanç.

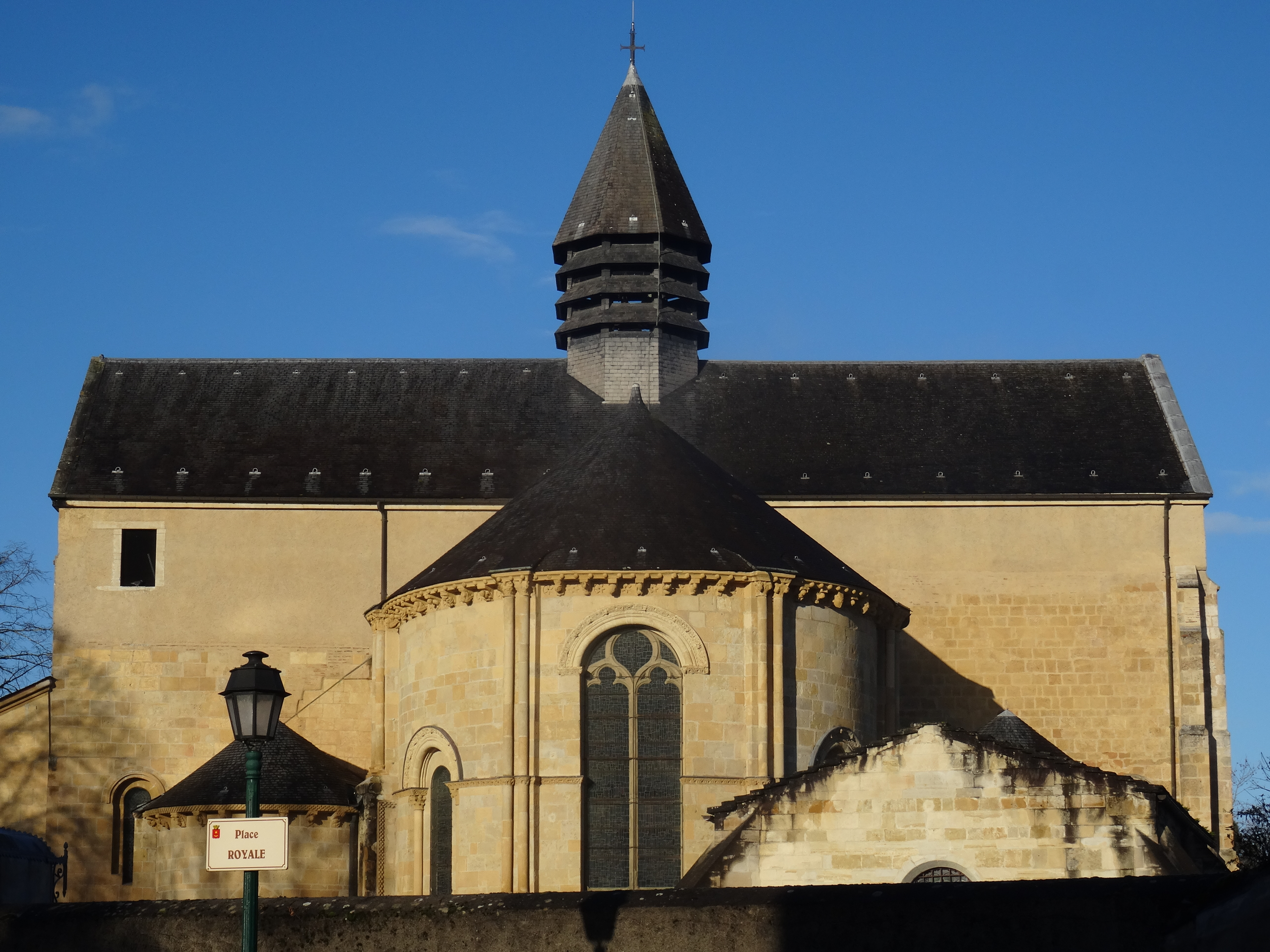
Capçalera de la catedral.

Eel bisbat de Lescar substituí l'any 980 al de Beneharnum. L'any 1062, la capella existent va ser consagrada com a catedral i els bisbes van desenvolupar un grup episcopal al seu voltant. El 1120, el bisbe Guiu de Lons va impulsar la construcció de l'actual edifici, que va ser consagrat com a catedral pel bisbe d'Aush el 1145.
A finals del segle xv, la catedral esdevingué la necròpolis de la família Albret, convertida en reis de Navarra. Joana d'Albret, favorable a les idees de la Reforma, va fer enderrocar les imatges i els altars de la catedral, en va retirar el mobiliari i la va destinar al culte protestant. Va retornar breument a la fe catòlica durant l'ocupació del Bearn per Terrida, però va ser saquejat per les tropes protestants de Gabriel I de Montgommery el 21 d'agost de 1569. El santuari de Sant Galactori va ser destruït, els seus ossos cremats i la tomba de Guiu de Lons profanada. En els dies següents, tots els béns del bisbe i del Capítol foren confiscats, després venuts del 1570 al 1573. El culte catòlic es va restablir a 12 parròquies de Bearn el 1610.
La catedral va ser restaurada el 1572, però la manca de manteniment dels anys següents va ser la responsable de l'esfondrament d'una part de la volta, l'any 1599 o 1600, i potser també d'un campanar. Probablement al mateix temps es van perdre les restes dels ornaments exteriors de les tombes dels reis de Navarra. El 18 d'octubre de 1620, el rei Lluís XIII va assistir a una missa a la catedral durant les cerimònies de l'adhesió del Bearn a la corona de França.

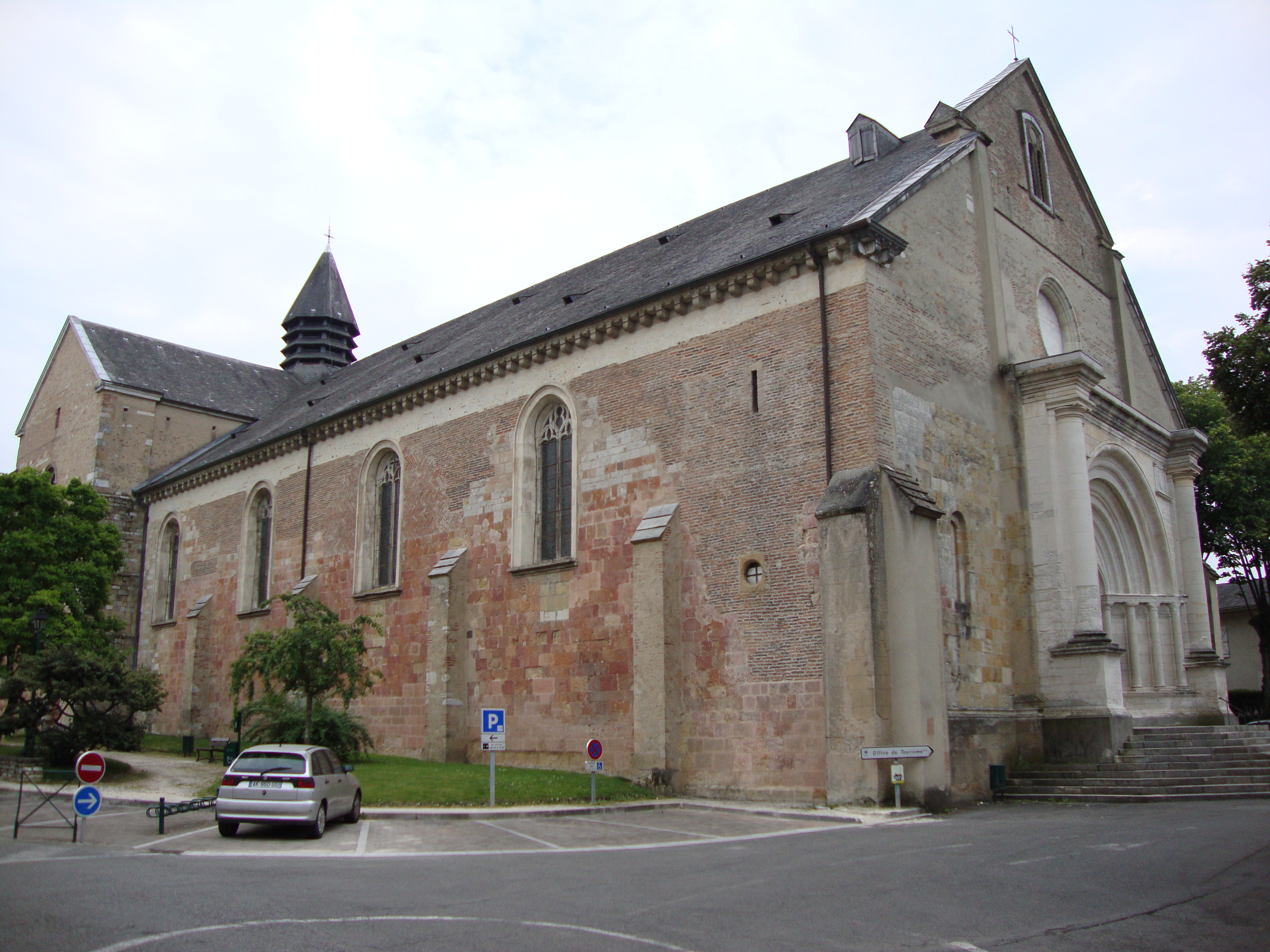
Vista de conjunt.

Sota l'episcopat de Joan Enric de Salette, entre 1628 i 1632, la volta fou reconstruïda i el cor fou restaurat.
Durant la Revolució, el bisbat de Lescar fou abolit (1791). Els arxius del bisbe i del Capítol foren confiscats i posteriorment desaparegueren; el tresor de la catedral es va fondre majoritàriament. L'any 1793, la catedral va ser donada de baixa i després convertida en Temple de la Raó. Sembla haver estat aquest el moment en què es va malmetre el seu interior, en particular els mobles, els altars i les tombes.
L'any 1840 va començar una important campanya de restauració a partir de la classificació de la catedral a l'inventari de monuments històrics. Aquesta restauració va tocar diferents punts: pintura mural de les absidioles, reparació de determinats capitells i modilons... El 1886, el taller parisenc de Jean-Dominique Facchina va restaurar el mosaic romànic del caçador moresc.
El 2006 es va iniciar una nova campanya de restauració, en particular la del mosaic del segle XII que va haver de passar d'un clima humit a un de sec amb el canvi de sanejament.

## Descripció

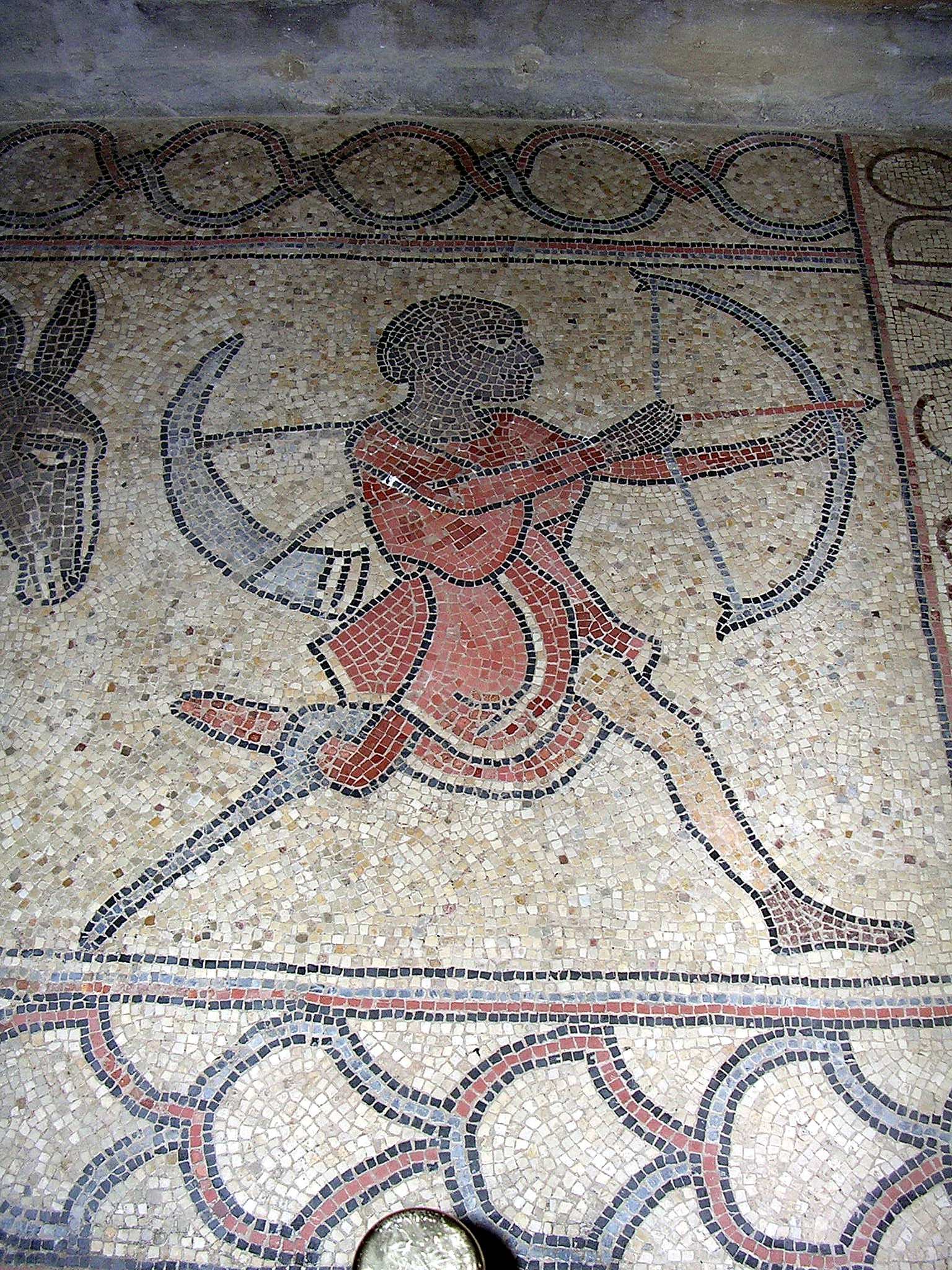
Detall del mosaic del segle XII.

La catedral està construïda en pedra sorrenca de La Seuva. L'absis conserva l'arquitectura romànica. La nau és de volta de canó, les naus transversals són de canó transversal. L'interior té un longitud de 61 m una amplada de 22,5 m i una alçada de 15 m. Les finestres amb traceria gòtica flamígera es van instal·lar al segle XVI.
Als capitells romànics s'hi poden reconèixer escenes del cicle de Daniel, el naixement de Crist o fins i tot el sacrifici d'Abraham. Aquests últims constitueixen un dels principals interessos de la catedral, daten parcialment dels segles XII i XIII. Ocupen un lloc destacat en l'art romànic regional.

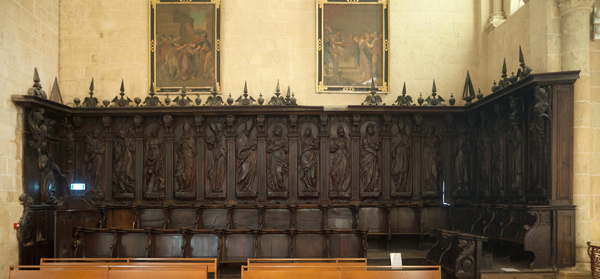
Cadirat de la catedral (s. XVI).

El terra del cor està pavimentat amb un mosaic del segle XII que representa una escena de caça morisca. El caçador només té una cama, cosa que evoca les pròtesis hispàniques admirades per Guiu de Lons, que va participar en la Conquesta dels territoris musulmans de la península Ibèrica. Aquest mosaic va ser redescobert sota rajoles l'any 1838 i restaurat el 1884. Els frescos de mitjans del segle XVII han estat restaurats recentment.
Als escons del segle XVI s'hi representen diversos personatges catòlics, entre ells Crist, els 12 apòstols, els 4 evangelistes, així com diversos sants populars del Bearn. El cadirat va traslladarse a la catedral els anys 1836 i 1859.

## Necròpolis reial

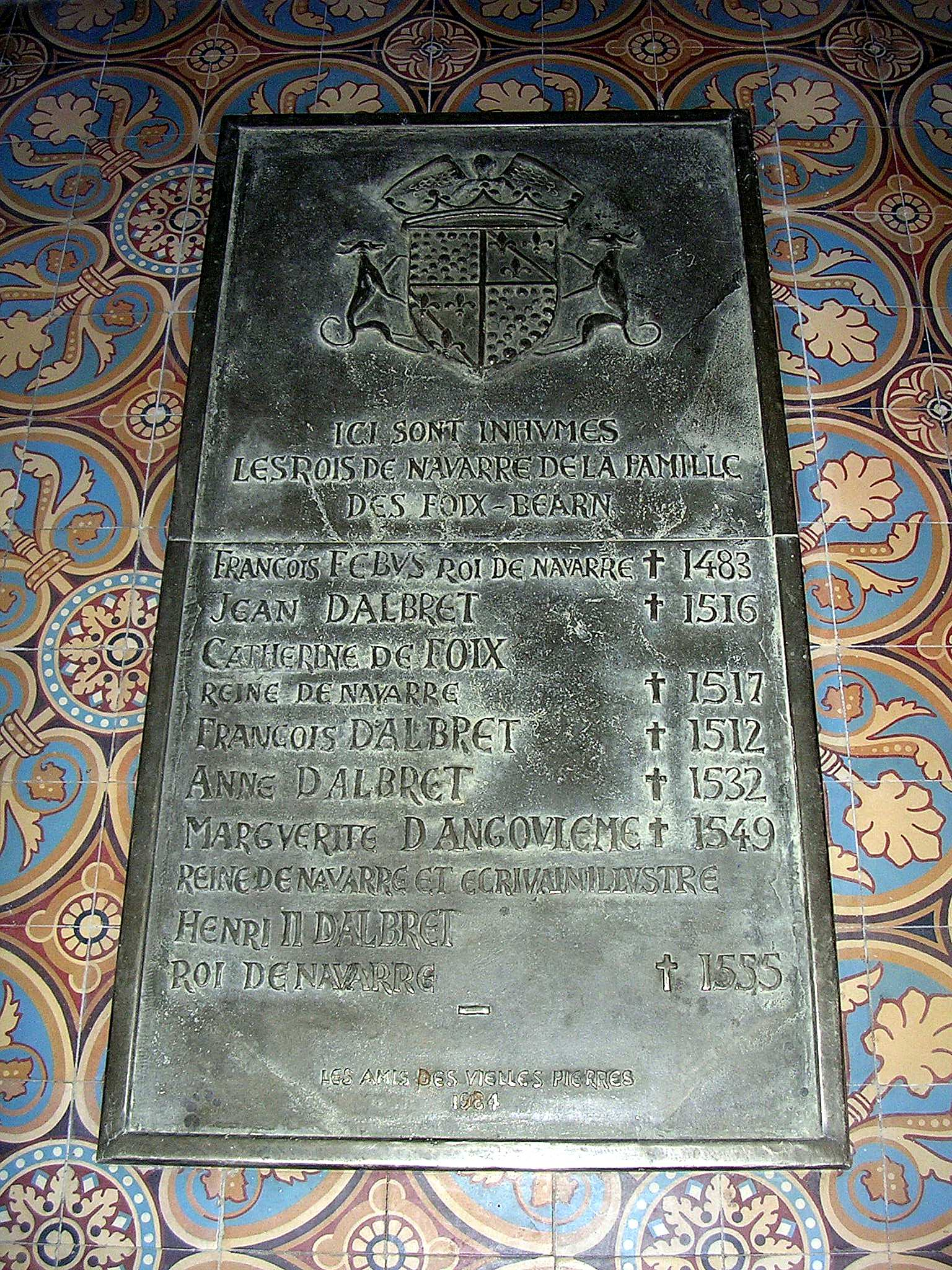
Placa que mostra l'emplaçament de la tomba dels reis de navarra.

A partir de finals del segle xv, la catedral esdevingué la necròpolis dels reis de Navarra en lloc de la catedral de Santa Maria de Pamplona. Francesc Febus hi va ser enterrat el 1483, després Caterina de Navarra, el seu marit Joan d'Albret i diversos dels seus fills, entre els quals Enric II d'Albret i la seva dona Margarida d'Angolema, avis del rei Enric IV. Així, la catedral tenia fama de ser el Sant Denís dels sobirans de Bearn, en referència a la basílica de Saint-Denis dels reis de França.
Dels monuments funeraris de marbre blanc encarregats per Enric II, probablement danyats pels protestants el 1569 i per l'enfonsament de la volta del santuari el 1599, no en queda res. Però les excavacions realitzades els anys 1928 i 1929 van permetre trobar el panteó reial i les restes dels seus ocupants. El descobriment va tenir lloc el 6 d'abril de 1929, després del qual es va demanar als antropòlegs, cirurgians i professors d'anatomia que identifiquessin els ossos descoberts. Després es van col·locar en sis taüts petits de fusta (el sisè contenia ossos reials indeterminables), identificables per les inicials dels diferents sobirans, i es van retornar al seu antic lloc d'enterrament, que havia estat restaurat.